# Árboles singulares de La Rioja (España)

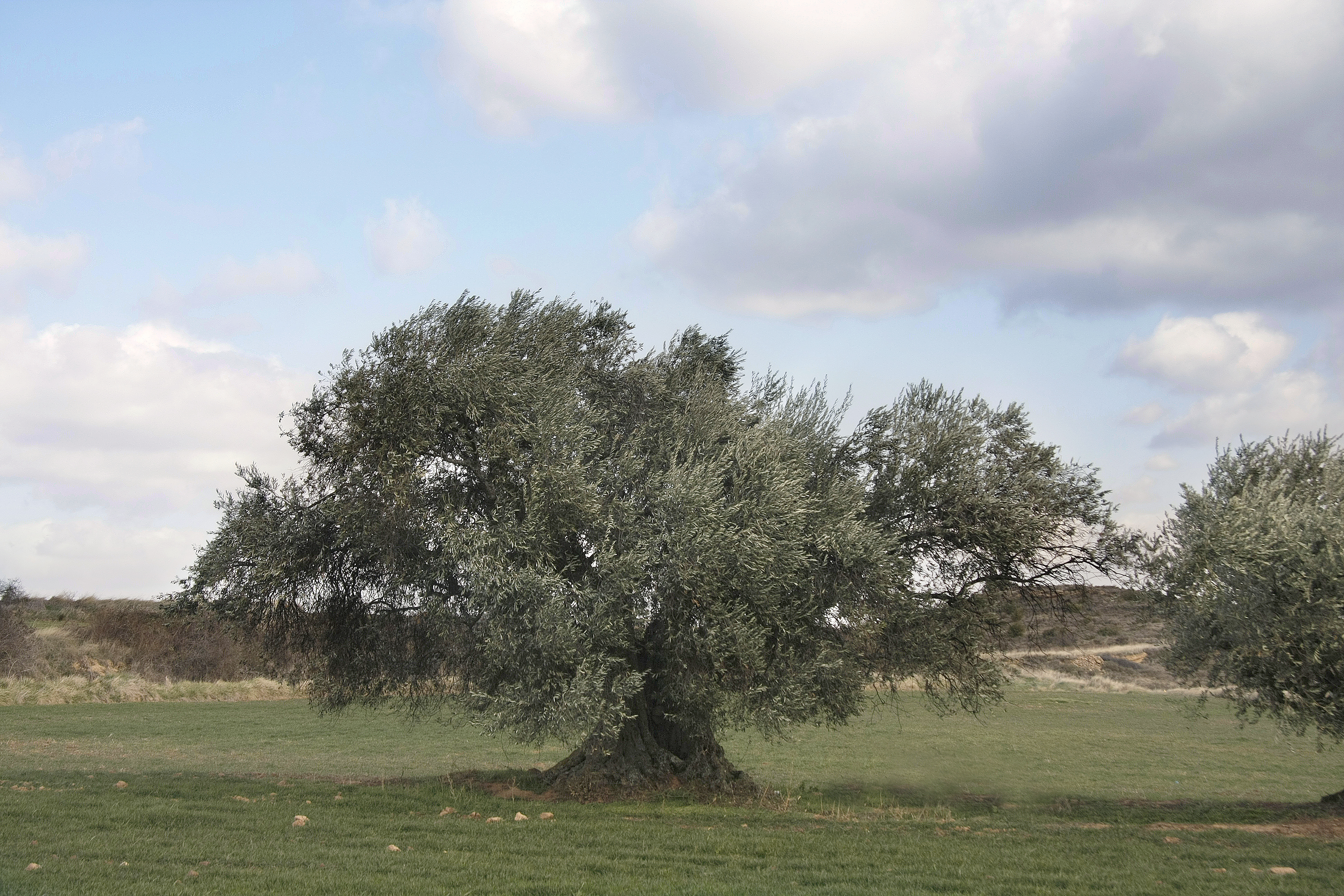
Olivo de Daniel, en Sojuela, de 550 años de antigüedad.

La lista de árboles singulares de La Rioja es una selección de árboles que destacan de entre los demás por su tamaño, forma, edad o por ser protagonistas de mitos o tradiciones. El Inventario de Árboles y Arboledas Singulares de La Rioja incluye 59 ejemplares o conjuntos arbóreos especiales en la región.
En la actualidad, los árboles singulares están protegidos por la legislación riojana. La primera normativa autonómica que hizo referencia específica a estos ejemplares fue la Ley 2/1995, de 10 de febrero, de Protección y Desarrollo del Patrimonio Forestal de La Rioja, que contempla la figura legal de árbol singular y, unos años más tarde, el Decreto 114/2003, de 30 de octubre, que la desarrolla.

## Especies
Las especies más representadas son: álamo blanco (5), roble quejigo (4), haya (4), tejo (3), ciprés (3), moral (3), castaño de Indias (2), fresno común (2), enebro de la miera (2), chopo (2), cerezo silvestre (2), encina (2), roble albar (2).

## Listado[2]
| Nombre                                   | Localidad                   | Especie                                                                      | Altura         | Perímetro tronco            | Diámetro tronco | Diámetro copa | Edad                  | Motivo singularidad | Imagen |
| ---------------------------------------- | --------------------------- | ---------------------------------------------------------------------------- | -------------- | --------------------------- | --------------- | ------------- | --------------------- | --- | --- |
| Pinsapo de Carrasquedo                   | Grañón                      | Pinsapo, Abies pinsapo                                                       | 23m            | 2,80m                       | 0,90m           | 18m           | unos 300 años         | peculiaridad de la especie, tamaño y su vinculación a la ermita                                                          | |
| Arboleda del Sur                         | Ezcaray                     | Castaño de indias, Aesculus hippocastanum, 136 ejemplares                    | 14m            | 1,50m                       | 0,50m           | -             | unos 100 años         | belleza paisajística y valor cultural. Una de las pocas plantaciones en carretera que quedan en La Rioja                 | |
| Castaño de Indias de Castañares de Rioja | Castañares de Rioja         | Castaño de indias, Aesculus hippocastanum                                    | 14m            | 1,80m                       | 0,60m           | 14m           | más de 150 años       | valor cultural y tradicional, recurso lúdico-educativo                                                                   | |
| Abedul de la Dehesa del Rebollar         | Villoslada de Cameros       | Abedul, Betula alba                                                          | 20m            | 4,90m                       | 1,56m           | 20m           | más de 300 años       | especie poco común tamaño, edad y belleza                                                                                | |
| Castaño de la Nisia                      | Anguiano                    | Castaño europeo, Castanea sativa                                             | 17m            | 6,30m                       | 2m              | 18,80m        | más de 400 años       | especie poco común, porte, tamaño y edad.                                                                                | Castaño de la Nisia con follaje, es un árbol enorme con una gran copa y un tronco enroscado y con mucha textura      |
| Cedro del Palacio Azcárate               | Ezcaray                     | Cedro del Atlas, Cedrus atlantica                                            | 27m            | 3,74m                       | 1,20m           | 23m           | unos 150 años         | tamaño, belleza y estar vinculado a una casa solariega                                                                   | |
| Espinos de San Felices                   | Hornillos de Cameros        | Majuelo, espino albar, Crataegus monogyna, 4 ejemplares                      | 6,50m el mayor | 1,4, 1, 0,85, 0,82m         | 0,45m           | 9,53m         | más de 100 años       | tamaño y valor estético en un lugar sin apenas árboles                                                                   | |
| Árbol de Pitas                           | Calahorra                   | Ciprés mediterráneo, Cupressus sempervirens var. pyramidalis                 | 18m            | 4,50m                       | 1,43m           | 23m           | unos 200 años         | valor estético en un lugar sin apenas árboles y sin protección legal                                                     | |
| Ciprés de Don Ramiro                     | El Redal                    | Ciprés mediterráneo, Cupressus sempervirens var. horizontalis                | 24m            | 5m                          | 1,61m           | 20m           | unos 80 años          | tamaño, porte y estar en un lugar sin protección legal                                                                   | |
| Cipresal del Cementerio de Logroño       | Logroño                     | Ciprés mediterráneo, Cupressus sempervirens var. pyramidalis, 496 ejemplares | 20m el mayor   | 3m                          | 0,95m           | -             | unos 160 años         | número, tamaño, belleza y su valor cultural                                                                              | |
| Haya de Ortigosa                         | Ortigosa de Cameros         | Haya, Fagus sylvatica                                                        | 28m            | 4,15m                       | 1,32m           | 22m           | más de 400 años       | tamaño, porte y su vinculación a la cultura pastoril de los Cameros                                                      | |
| Haya de Los Carrias                      | San Millán de la Cogolla    | Haya, Fagus sylvatica                                                        | 26,5m          | 3,78m                       | 1,20m           | 18m           | más de 350 años       | tamaño, porte y su vinculación a la cultura popular                                                                      | |
| Haya Torcida                             | Anguiano                    | Haya, Fagus sylvatica                                                        | 26m            | 2,60m                       | 0,83m           | 7,25m         | unos 300 años         | porte peculiar y ser conocido en la zona                                                                                 | |
| Haya de los Pastores                     | Ezcaray                     | Haya, Fagus sylvatica                                                        | 26,5m          | 5,40m                       | 1,72m           | 22m           | más de 450 años       | gran tamaño y ser conocido en la zona                                                                                    | |
| Fresno de Alfaro                         | Alfaro                      | Fresno, Fraxinus angustifolia                                                | 19m            | 4,5m                        | 1,29m           | 17m           | más de 250 años       | gran tamaño y bello porte                                                                                                | |
| Fresno de la Virgen de las Canalejas     | Zarzosa                     | Fresno, Fraxinus excelsior                                                   | 12,50m         | 3,80m                       | 1,21m           | 13m           | más de 250 años       | gran tamaño y valor histórico-religioso                                                                                  | |
| Fresno de Gusaila                        | Ezcaray                     | Fresno Fraxinus excelsior                                                    | 20,50m         | 5,10m                       | 1,62m           | 18,80m        | más de 300 años       | gran tamaño y vistosidad                                                                                                 | |
| Árbol de la Fuente                       | El Villar de Arnedo         | Acacia de tres espinas, Gleditsia triacanthos                                | 17m            | 3,36m                       | 1,06m           | 12m           | más de 150 años       | tamaño, ubicación y valor social                                                                                         | |
| Nogal de la Virgen de los Nogales        | Villanueva de Cameros       | Nogal común, Juglans regia                                                   | 15m            | 3,3 , 3,03 y 1,9m las ramas | -               | 17,30m        | más de 175 años       | porte, tamaño, ubicación y valor social                                                                                  | |
| Enebros de la Redonda                    | Munilla                     | Enebro de la miera, Juniperus oxycedrus, 5 ejemplares                        | 9m             | 1,4m                        | 0,45m           | 5m            | más de 200 años       | tamaño, valor paisajístico, ejemplo de monte hueco naturalizado                                                          | |
| Enebros de Valdejuta                     | Santa Eulalia Bajera        | Enebro de la miera, Juniperus oxycedrus, 2 ejemplares                        | 7m             | 1,60m                       | 0,55m           | 7m            | más de 200 años       | tamaño y valor paisajístico                                                                                              | |
| Sabinas de Torremuña                     | Ajamil                      | Sabina albar, Juniperus thurifera, 5 ejemplares                              | 6,25m          | 2,65m                       | 0,85m           | 7m            | más de 250 años       | rareza taxonómica, tamaño y valor estético en un paisaje demonte hueco                                                   | |
| Moral de Daroca de Rioja                 | Daroca de Rioja             | Moral, Morus nigra                                                           | 6m             | 5,35m                       | 1,70m           | 6m            | alrededor de 250 años | ubicación y valor sentimental de los habitantes de Daroca                                                                | |
| Moral de Castilseco                      | Castilseco                  | Moral, Morus nigra                                                           | 6,5m           | 2,22m                       | 0,70m           | 12m           | alrededor de 125 años | tamaño y valor estético                                                                                                  | |
| Moral de Jubera                          | Jubera                      | Moral, Morus nigra                                                           | 7m             | 3,70m                       | 1,18m           | 9m            | más de 200 años       | edad, tamaño y valor estético y sentimental                                                                              | |
| Olivos de Sojuela                        | Sojuela                     | Olivo, Olea europaea, 6 ejemplares                                           | -              | -                           | -               | -             | -                     | edad, tamaño y valor estético e histórico-cultural                                                                       | |
| Olivo de Daniel                          |                             |                                                                              | 6m             | 8m                          | -               | -             | unos 550 años         | | Olivo de Daniel, un olivo viejo con un tronco gordo que ahora mismo está en un campo de cereales junto a Sojuela     |
| Olivo de Florentino                      |                             |                                                                              | 6,5m           | 7,5m                        | -               | -             | unos 600 años         | | |
| Olivo de Luisa                           |                             |                                                                              | 6,5m           | 6,5m                        | -               | -             | unos 500 años         | | |
| Olivo de Emiliano                        |                             |                                                                              | 6m             | 14m                         | -               | -             | unos 750 años         | | |
| Olivo de La Trinidad                     |                             |                                                                              | 5,5m           | 8,5m                        | -               | -             | unos 650 años         | | |
| Olivo de Miguel                          |                             |                                                                              | 7m             | 9m                          | -               | -             | -                     | | |
| Negral de la Irruz                       | Villoslada de Cameros       | Pino resinero, Pinus pinaster                                                | 23m            | 3,45m                       | 1,10m           | 16m           | más de 200 años       | tamaño y rareza en la zona                                                                                               | |
| Piñoneros de Herce o Bobadilla           | Arnedo                      | Pino piñonero, Pinus pinea, 4 ejemplares                                     | 18m            | 3,25m                       | 1m              | 29m           | unos 200 años         | tamaño, bello conjunto                                                                                                   | |
| Pino Candelabro                          | Villoslada de Cameros       | Pino silvestre, Pinus sylvestris                                             | 17,50m         | 5,90m                       | 1,90m           | 19m           | unos 400 años         | tamaño, diámetro del tronco, llamativas ramificaciones.                                                                  | |
| Plátano de Torremontalbo                 | Torremontalbo               | Plátano, Platanus orientalis                                                 | 43m            | 4,30m                       | 1,37m           | 20m           | más de 100 años       | tamaño, altura y conjunción con la ribera y el jardín en el que está                                                     | |
| Alameda de Uruñuela                      | Uruñuela                    | Álamo blanco, Populus alba, 6 ejemplares                                     | 17m            | 6,30m                       | 2m              | 5m            | más de 100 años       | tamaño, belleza paisajística y valor tradicional                                                                         | |
| Álamo de la Fuente                       | Tricio                      | Álamo blanco, Populus alba                                                   | 23m            | 4,60m                       | 1,50m           | 16m           | unos 105 años         | tamaño, belleza paisajística y valor tradicional                                                                         | |
| Álamo de la Grajera                      | Logroño                     | Álamo blanco, Populus alba                                                   | 23m            | 5,05m                       | 1,61m           | 20m           | más de 100 años       | tamaño, valor estético y tradicional, ubicado junto al Camino de Santiago, uno de los árboles más longevos de la Grajera | |
| Álamos de Rodríguez de la Fuente         | Haro                        | Álamo blanco, Populus alba, 6 ejemplares                                     | 5m             | 3,85m                       | 1,22m           | -             | unos 100 años         | tamaño, edad, belleza y lugar                                                                                            | |
| Álamo de las tres guías                  | Nájera                      | Álamo blanco, Populus alba                                                   | 29m            | 6,20m                       | 1,97m           | 18m           | unos 100 años         | tamaño,valor colectivo, y singular por su forma                                                                          | |
| Chopo de la plaza                        | Sorzano                     | Chopo, Populus nigra                                                         | 12,50m         | 4,10m                       | 1,30m           | 12m           | más de 130 años       | tamaño,valor estético y sentimental. Figura en el escudo municipal                                                       | |
| Lombardos de la fuente Los Linares       | San Román de Cameros        | Chopo lombardo, Populus nigra var. Italica, 3 ejemplares                     | 38m            | 3,45m                       | 1,10m           | -             | unos 150 años         | arboleda de gran tamaño y belleza                                                                                        | |
| Cerezo de Chorrato                       | Ojacastro                   | Cerezo silvestre, Prunus avium                                               | 19,50m         | 1,91m                       | 0,61m           | 13,60m        | unos 80 años          | diámetro, altura, bello porte, especies escasa en La Rioja                                                               | |
| Cerezos de Pedroso                       | Pedroso                     | Cerezo silvestre, Prunus avium, 2 ejemplares                                 | 21,60m         | 2,10m                       | 0,62m           | 17,20m        | unos 90 años          | tamaño para su especie y rareza                                                                                          | |
| Roble de las Once                        | Tobía                       | Quejigo, Quercus faginea                                                     | 16,50m         | 3,37m                       | 1,07m           | 15m           | unos 300 años         | tamaño del tronco y porte. Protagonista de una tradición                                                                 | |
| Roble Gordo o de Las palomas             | Pradillo                    | Quejigo, Quercus faginea                                                     | 15m            | 6,90m                       | 2,20m           | 9,15m         | unos 600 años         | es el árbol no remificado desde la base con mayor diámetro de La Rioja                                                   | |
| Quejigos de Cerro Laguna                 | Mansilla de la Sierra       | Quejigo, Quercus faginea, 4 ejemplares                                       | 20m            | 5,20m                       | 1,65m           | 15m           | unos 500 años         | grandes diámetros y porte                                                                                                | |
| Quejigos de Pinillos o de Alejandro      | Mansilla de la Sierra       | Quejigo, Quercus faginea                                                     | 16m            | 5,70m                       | 1,81m           | 15m           | unos 500 años         | grandes dimensiones, porte, forma parte de la típica dehesa boyal camerana                                               | |
| Encinas de Vallejoco                     | Viniegra de Abajo           | Encina, Quercus ilex 2 ejemplares                                            | 12 y 11m       | 4,75m                       | 1,51m           | 15m           | más de 400 años       | grandes dimensiones, troncos retorcidos, forma parte del típico carrascal montano                                        | |
| Encina de Villarroya o de Mario          | Villarroya                  | Encina carrasca Quercus ilex                                                 | 11m            | 5,40m                       | 1,71m           | 16m           | más de 450 años       | grandes dimensiones, tronco bello, forma parte de una antigua dehesa                                                     | |
| Roble de la Solana                       | Canales de la Sierra        | Roble albar, Quercus petraea                                                 | 21,50m         | 7,14m                       | 2,27m           | 20m           | unos 500 años         | tronco, tamaño y belleza, forma parte de la típica dehesa boyal del sistema ibérico riojano                              | |
| Roble de Torremontalbo                   | Torremontalbo               | Carvallo, Quercus robur                                                      | 37m            | 4,60m                       | 1,46m           | 16m           | más de 250 años       | grandes dimensiones, monumentalidad, valor estético                                                                      | |
| Sauce de la Venta                        | Viniegra de Abajo           | Sauce blanco, Salix alba                                                     | 21,5m          | 4,99m                       | 1,59m           | 15m           | más de 120 años       | grandes dimensiones, edad, belleza y porte                                                                               | |
| Secuoya de la Fombera                    | Logroño                     | Secuoya roja, Sequoia sempervirens                                           | 32,5m          | 4,52m                       | 1,44m           | 8,6m          | más de 100 años       | altura, tamaño, porte, valor paisajístico y rareza                                                                       | |
| Secuoyas de las Bodegas Bilbaínas        | Haro                        | Secoya gigante, Sequiadendron giganteum 3 ejemplares                         | 32m            | 4,65m                       | 1,48m           | 9,5m          | más de 100 años       | altura, tamaño, belleza, y rareza                                                                                        | |
| Mostajo del río Cárdenas                 | San Millán de la Cogolla    | Mostajo, Sorbus aria                                                         | 11,5m          | 2l,37m                      | 0,75m           | 15m           | más de 350 años       | Grosor del tronco, volumen de la copa                                                                                    | |
| Serbal de Oliván                         | Robres del castillo(Oliván) | Serbal común, Sorbus domestica                                               | 13m            | 2,52m                       | 0,80m           | 13,20m        | unos 150 años         | tamaño, valores paisajísticos y tradicionales                                                                            | |
| Tamariz de Matacanal                     | Alcanadre                   | Tamarisco, Tamarix gallica                                                   | 7m             | 1,70m                       | 0,54m           | 9m            | unos 100 años         | tamaño, porte y por estar en un entorno agrícola sin protección                                                          | |
| Tejos de Urbión                          | Viniegra de Abajo           | Tejo, Taxus baccata, 2 ejemplares                                            | 8 y 9m         | 2,06m                       | 9,56m           | 15m           | 700 y 900 años        | Edad, tamaño, porte, importancia para la biodiversidad, la cultura pastoril y paisajística                               | |
| Tejo de Anguiano                         | Anguiano                    | Tejo, Taxus baccata                                                          | 11,25m         | 7,04m                       | 2,24m           | 13,05m        | más de 1000 años      | Edad, tamaño espectacular, porte, interés paisajístico y popularidad                                                     | |
| Tejos del Urrilla                        | Viguera                     | Tejo, Taxus baccata, 4 ejemplares                                            | 12m            | 6m                          | 1,90m           | 16m           | más de 800 años       | Edad, belleza, interés paisajístico                                                                                      | |
| Tilo Fallizco                            | Valgañón                    | Tilo de hoja grande, Tilia platyphyllos                                      | 8 y 15m        | 4,33m                       | 1,38m           | 13,60m        | unos 300 años         | Edad, porte, diámetro del tronco                                                                                         | |
| Olmo de El Rasillo                       | El Rasillo de Cameros       | Olmo, Ulmus glabra                                                           | 10m            | 5,20m                       | 1,65m           | 13m           | entre 185 y 400 años  | Porte, rareza de la especie con uso ornamental. Vinculado al patrimonio monumental                                       | El Olmo de El Rasillo de Cameros está en el centro de una plaza junto a la Iglesia, hay gente sentada bajo su sombra |